# Stránecká Zhoř
Pour les articles homonymes, voir Zhoř.
Stránecká Zhoř (en allemand : Zhorz Straneczka) est une commune du district de Žďár nad Sázavou, dans la région de Vysočina, en République tchèque. Sa population s'élevait à 615 habitants en 2020.

## Géographie
Stránecká Zhoř se trouve à 7 km à l'ouest-nord-ouest de Velké Meziříčí, à 21 km au sud de Žďár nad Sázavou, à 25 km à l'est de Jihlava et à 133 km au sud-est de Prague.
La commune est limitée par Blízkov et Netín au nord, par Lavičky à l'est, par Velké Meziříčí au sud-est, par Uhřínov au sud, et par Otín et Měřín à l'ouest.

## Histoire
La première mention écrite du village date de 1414.

## Transports
L'autoroute D1 traverse le territoire de la commune qui est desservie par l'échangeur no 141 « Velké Meziříčí-západ ».
Par la route, Stránecká Zhoř se trouve à 8 km de Velké Meziříčí, à 24,5 km de Žďár nad Sázavou, à 28,5 km de Jihlava à 159 km de Prague.